# ラジアン
ラジアン（英: radian, 記号: rad）は、国際単位系 (SI) における角度（平面角）の単位である。円周上でその円の半径と同じ長さの弧を切り取る2本の半径が成す角の値と定義される。弧度（こど）とも言い、平面角の大きさをラジアンで測ることを弧度法と呼ぶ。あるいはラジアンで測った平面角を弧度法の角という呼び方をすることもある。ラジアンは、立体角のステラジアンに対応するものである。

## 概要
概念としては例えばロジャー・コーツの著書 “Harmonia mensurarum” の編注に見られるが、「ラジアン」という用語自体は19世紀にジェームズ・トムソンが導入した。
日本の計量法体系では、ラジアンは「円の半径に等しい長さの弧の中心に対する角度」と定義されている。1 radは度数法では 180°/π で、およそ 57.29578° に相当する。180° は弧度法においては π rad であり、360° は 2π rad である。
国際量体系（ISQ）における角度は「弧と半径の長さの比」としての無次元量であり、その単位であるラジアンも無次元量である。一貫性のある無次元量の組立単位は 1 に等しく、その意味でしばしば単位 rad は省略されて書かれる。また、circular の頭文字から c という記号が用いられることもあるが、度の記号である「°」と見誤り易い。SI 及び計量法 では、ラジアンの記号は rad のみを認めている。

各種図形のラジアン

国際量体系において、中心角が θ、半径が r の扇形の、弧の長さ l と面積 S は
{\displaystyle l=r\theta }
{\displaystyle S={\frac {1}{2}}r^{2}\theta ={\frac {1}{2}}rl}
{\displaystyle \theta ={\frac {l}{r}}={\frac {S}{r^{2}/2}}}
である。かつてラジアンはステラジアンとともにSIの補助単位の一つに分類されていたが、1995年に補助単位の分類は廃止され、ラジアンは長さの単位メートルの比 rad = m/m = 1 で組み立てられる組立単位として分類されている。ラジアンは単位方程式に数係数を含まない一貫性のある組立単位であり、この関係と先の量方程式を用いれば、数値方程式が
{\displaystyle \theta /{\text{rad}}={\frac {l/{\text{m}}}{r/{\text{m}}}}={\frac {S/{\text{m}}^{2}}{(r/{\text{m}})^{2}/2}}}
となる。
一般的な用途に使われる表計算ソフトなどでも、組み込み関数は度数法ではなく弧度法で定義されている場合が多くなってきている。

## ラジアンを用いる理由として主張される言説
三角関数の微分公式などの量の間の関係を与える量方程式は単位の選び方によらないため実際には間違いであるが、ラジアンを用いる理由として、三角関数の多くの公式が簡潔に書けるようになるからである、とする言説がしばしば主張される（例えば Lang（Short Calculus）など）。三角関数の微分公式やその他の多くの公式の係数を決めるのは単位の選択ではなく、角度という量の定義である。
なお、三角関数の公式を含む種々の関係式に数値を代入して計算を行う際には、多くの場合に一貫性のある単位であるラジアンを用いる方が単位の換算が不要のため便利である。例えば電気工学では交流の計算などに便利であるため、弧度法が一般的となっている。
以下では、しばしば主張される間違った言説について記述する。
一般角の概念を用いて三角関数を定義するときは、角度の単位にラジアンを用いるのが普通である。その理由は、弧度法を採用することで、三角関数の導関数の公式の一つ
を始めとして、多くの公式が簡潔に書けるようになるからである。
度数法を採用する場合、次のように考えることができる。各実数 t に対して、半径 r の円周上の点 P が t ° 回転したときの座標を (x, y) とし、sin* t = y / r、cos* t = x / r とする。こうして、別の三角関数 sin* : ℝ→[-1,1]、cos* : ℝ→[-1,1] が定義される。そのとき
が成り立つ。その導関数は、(1)、(2) と合成関数の微分法より
となり、定数倍のズレが生ずる。

## 派生単位

### ラジアンの分量
- ミリラジアン (mrad) = ラジアンの1000分の1 = 約 0.05729578° = 約 206.2648″ = 約 3′26.2648″

ミルは、ミリラジアンから派生した単位である。ミルの定義はさまざまであり、NATOの定義では
1ミル = 360°/6400 = 0.05625° = 3′22.50″
であり、ミリラジアンとは異なる単位である。
- マイクロラジアン (μrad) = ラジアンの100万分の1 = 約 0.2062648″

### ラジアン毎秒
ラジアン毎秒（ラジアンまいびょう、記号: rad/s）は、国際単位系における角速度の単位である。ラジアン毎秒は、1秒間に1ラジアンの角速度と定義される。

### ラジアン毎秒毎秒
ラジアン毎秒毎秒（ラジアンまいびょうまいびょう、記号: rad/s2）は、国際単位系における角加速度の単位である。ラジアン毎秒毎秒は、1秒間に1ラジアン毎秒の角加速度と定義される。

## 符号位置
| 記号 | Unicode | JIS X 0213 | 文字参照          | 名称             |
| ---- | ------- | ---------- | ----------------- | ---------------- |
| ㎭   | U+33AD  | -          | &#x33AD; &#13229; | ラジアン         |
| ㎮   | U+33AE  | -          | &#x33AE; &#13230; | ラジアン毎秒     |
| ㎯   | U+33AF  | -          | &#x33AF; &#13231; | ラジアン毎秒毎秒 |

Unicodeには、ラジアンとその派生単位を表す上記の文字が収録されている。これはCJK互換用文字であり、既存の文字コードに対する後方互換性のために収録されているものであるので、使用は推奨されない。